# Justin Kluivert
Justin Kluivert (ur. 5 maja 1999 w Amsterdamie) – holenderski piłkarz występujący na pozycji napastnika w angielskim klubie AFC Bournemouth oraz w reprezentacji Holandii.
Jest synem Patricka Kluiverta oraz wnukiem byłego surinamskiego piłkarza Kennetha Kluiverta.

## Kariera klubowa

### Ajax
Justin swoje pierwsze kroki piłkarskie stawiał w młodzieżowych zespołach holenderskiego AFC Ajaxu, a w 2016 roku podpisał pierwszy profesjonalny kontrakt z Ajaxem. Pierwszy mecz w seniorskiej kadrze rozegrał 15 stycznia 2017 roku kiedy to jego zespół grał z PEC Zwolle. Kluivert pojawił się na boisku w 39. minucie zmieniając kontuzjowanego Amina Younsa. Swojego pierwszego dla Ajaxu strzelił 19 marca 2017 roku w meczu z Excelsior Rotterdam. Był to gol na wagę remisu w tym meczu.

### AS Roma
1 lipca 2018 roku został zakupiony przez włoską drużynę AS Roma za 17,25 milionów €. Kluivert jako numer na koszulce wybrał 34 ponieważ tym samym chciał wesprzeć swojego przyjaciela Abdelhak Nouri który musiał przedwcześnie zakończyć karierę z powodu urazu mózgu. Swój debiut w barwach rzymskiego klubu Justin zaliczył 19 sierpnia 2018 roku w meczu pierwszej kolejki Serie A z Torino FC zmieniając w 70. minucie Cengiza Ündera. Mecz ten zakończył się wynikiem 1:0 dla Romy, a Justin asystował przy golu Edina Džeko. Swojego pierwszego gola w Serie A Kluivert strzelił 16 grudnia 2018 w meczu z włoskim klubem Genoa CFC. W tym samym meczu Justin zaliczył również asystę przy decydującym golu Bryana Cristante. Mecz zakończył się wynikiem 3:2 dla Romy. 

#### Wypożyczenie do RB Lipsk
5 października 2020 roku został wypożyczony do niemieckiego klubu RB Lipsk. W ich barwach Justin Kluivert zadebiutował 17 października 2020 roku w meczu z FC Augsburg wchodząc z ławki w 90. minucie za Angeliño. Swojego pierwszego gola dla niemieckiej drużyny w rozgrywkach ligowych zdobył 5 grudnia 2020 roku w meczu z Bayernem Monachium. Mecz ten zakończył się wynikiem 3:3.

#### Wypożyczenie do OGC Nice
20 lipca 2021 roku Justin Kluivert został wypożyczony z Romy do francuskiego OGC Nice na jeden sezon. W barwach Nice zadebiutował 8 sierpnia 2021 roku w meczu z Stade Reims wchodząc z ławki w 79. minucie za Hichama Boudaouiego. Pierwszego gola w lidze francuskiej dla Nice strzelił 28 sierpnia 2021 roku w meczu z FC Girondins Bordeaux. W tym samym meczu zaliczył też pierwszą asystę dla Nice, a w 36. minucie meczu doznał urazu przez który zszedł z boiska za Calvina Stengsa. 

#### Wypożyczenie do Valencii CF
1 września 2022 roku Justin udał się na wypożyczenie do hiszpańskiego klubu Valencia CF na sezon. Zadebiutował 10 września 2022 roku w meczu ligi hiszpańskiej z Rayo Vallecano wchodząc z ławki w 64. minucie za Hugo Duro. Pierwszego z sześciu goli ligowych dla Valencii strzelił 7 października 2022 roku w meczu z CA Osasuną. Mecz ten zakończył się wynikiem 2:1 dla Valencii.

### AFC Bournemouth
23 czerwca 2023 został zakupiony przez angielski klub AFC Bournemouth. W drużynie The Cherries zadebiutował 12 sierpnia 2023 roku w meczu ligi angielskiej z West Hamem United Justin wszedł na boisko w 60. minucie za Jaidona Anthony'ego. Pierwszego gola dla Bournemouth w lidze Kluivert strzelił 25 listopada 2023 roku podczas meczu z Sheffield United. Mecz ten zakończył się wynikiem 3:1 dla AFC Bournemouth.

## Kariera reprezentacyjna
W 2016 wraz z reprezentacją Holandii sięgnął po brązowy medal Mistrzostwach Europy do lat 17, rozgrywanych w Azerbejdżanie.
W seniorskiej kadrze Holandii zadebiutował w meczu towarzyskim z reprezentacją Portugalii 26 marca 2018 roku wchodząc z ławki w 78. minucie za Memphisa Depaya.

## Statystyki

### Klubowe
(aktualne na: 5 lutego 2024)
| Klub               | Sezon              | Liga               | Liga  | Liga   | Puchar kraju | Puchar kraju | Europa | Europa | Inne  | Inne   | Suma  | Suma   |
| Klub               | Sezon              | Liga               | Mecze | Bramki | Mecze        | Bramki       | Mecze  | Bramki | Mecze | Bramki | Mecze | Bramki |
| ------------------ | ------------------ | ------------------ | ----- | ------ | ------------ | ------------ | ------ | ------ | ----- | ------ | ----- | ------ |
| AFC Ajax           | 2016/17            | Eredivisie         | 14    | 2      | –            | –            | 6      | 0      | -     | -      | 20    | 2      |
| AFC Ajax           | 2017/18            | Eredivisie         | 30    | 10     | 2            | 1            | 4      | 0      | -     | -      | 36    | 11     |
| AS Roma            | 2018/19            | Serie A            | 29    | 1      | 1            | 0            | 5      | 1      | -     | -      | 35    | 2      |
| AS Roma            | 2019/20            | Serie A            | 22    | 4      | 2            | 0            | 7      | 3      | -     | -      | 31    | 7      |
| AS Roma            | 2020/21            | Serie A            | 2     | 0      | 0            | 0            | 0      | 0      | -     | -      | 2     | 0      |
| RB Lipsk (wyp.)    | 2020/21            | Bundesliga         | 19    | 3      | 1            | 0            | 7      | 1      | -     | -      | 27    | 4      |
| OGC Nice (wyp.)    | 2021/22            | Ligue 1            | 27    | 4      | 4            | 2            | 0      | 0      | -     | -      | 31    | 6      |
| Valencia CF (wyp.) | 2022/23            | La Liga            | 26    | 6      | 2            | 2            | —      | —      | 1     | 0      | 29    | 8      |
| AFC Bournemouth    | 2023/24            | Premier League     | 19    | 3      | 3            | 2            | —      | —      | —     | —      | 22    | 5      |
| Ogólnie w karierze | Ogólnie w karierze | Ogólnie w karierze | 188   | 33     | 15           | 7            | 29     | 5      | 1     | 0      | 241   | 47     |

## Sukcesy

### Reprezentacyjne
- 3. miejsce na Mistrzostwach Europy U-17 2016[19]